# المجاهد (جريدة جزائرية)
جريدة المجاهد هي جريدة جزائرية تصدر باللغة الفرنسية أسّست في جوان 1965.

## وصلات
الموقع الرسمي لجريدة المجاهد 
النسخة العربية لجريدة المجاهد